# Sofiane Khabir
Sofiane Khabir (ur. 10 lipca 1964) – tunezyjski piłkarz grający na pozycji bramkarza. W swojej karierze rozegrał 1 mecz w reprezentacji Tunezji.

## Kariera klubowa
W swojej karierze piłkarskiej Khabir grał w klubie CS Sfaxien.

## Kariera reprezentacyjna
W reprezentacji Tunezji Khabir zadebiutował w 1997 roku i był to jego jedyny mecz w kadrze narodowej. W 1998 roku został powołany do kadry na Puchar Narodów Afryki 1998, na którym był rezerwowym bramkarzem.